# Legge della serie
Per legge della serie, detta anche legge di serialità, si intende un evento casuale (di solito estremamente raro) che si verifica diverse volte (almeno due) in un periodo relativamente breve di tempo (molto più breve rispetto al tempo medio intuitivo di attesa), senza apparente motivo.
Tale serie fu studiata per la prima volta dal biologo austriaco Paul Kammerer (1880-1926). Il suo libro Das Gesetz der Serie (Kammerer, 1919) contiene molti esempi tratti dalla sua vita. Kammerer ebbe la convinzione che le serie accadono più spesso di quanto dovrebbero, rispetto alla natura casuale degli eventi. Egli pensò che dietro la "legge" si celasse una forza fisica inspiegabile o la presenza di una qualche regola statistica.

## Dibattito sulla legge della Serie
Le occorrenze seriali di taluni tipi di eventi sono facilmente riconducibili a determinate cause fisiche. Diversi eventi rivelano un aumento della frequenza di occorrenza nei cosiddetti periodi di condizioni favorevoli seguiti, a loro volta, da un processo lento di cambiamento.
Ad esempio, le eruzioni vulcaniche si susseguono durante i periodi di maggiore attività tettonica, le inondazioni prevalgono nei periodi di riscaldamento globale. In altri casi, invece, la prima occorrenza provoca fisicamente successive ripetizioni. Ad esempio, una malattia può provocare un contagio (in serie) in una popolazione.
La disputa intorno alla legge della serie riguarda chiaramente solo gli eventi per i quali non esistono meccanismi di clustering evidenti, ma nonostante sembrano apparire in modo del tutto indipendente l'uno dall'altro, si verificano in serie.
Esempi di questo tipo appartengono alla categoria dei misteri inspiegabili, come la sincronicità, la telepatia o la legge di Murphy, e sono spesso considerati come una manifestazione di forze paranormali che esistono nel nostro mondo e sfuggono a qualsiasi spiegazione scientifica.
La controversia è incentrata su due questioni:
1. Esiste la legge della serie, o è solo un'illusione, legata alla nostra percezione selettiva o magari alla memoria?
2. Supponendo che tale legge esista, da cosa potrebbe essere causata?

La legge della serie rappresenta qualcosa di non definito ed è difficile immaginare degli esperimenti appropriati e ripetitivi in un ambiente controllato. Tale approccio suggerisce, dunque, che la controversia è probabilmente destinata a restare uno scambio di speculazioni. L'approccio scientifico in ogni caso non manca, ed è legato alla teoria ergodica dei processi stocastici. Sorprendentemente, lo studio di tali processi sostiene la legge della serie, nonostante la posizione scettica di molti.